# Смртоносни вирус
Смртоносни вирус је амерички филм из 1995. Главне улоге играју: Дастин Хофман, Рене Русо, Морган Фриман и Кевин Спејси.

## Радња
Године 1967. вирус Мотаба се појављује у џунглама Заира, изазивајући хеморагијску грозницу. Да би спречили његово ширење, амерички војни официри Били Форд и Доналд МекКлинток уништавају војни камп плаћеника са зараженим војницима.
Године 1995. Мотаба се поново манифестује у Заиру, чисто уништавајући становништво села. Пуковник Сем Данијелс, заједно са својим виролошким тимом, након што се упознао са вирусом, враћа се у Сједињене Државе. Данијелс тражи од генерала Билија Форда дозволу да проучава вирус који није у стању да се шири капљицама у ваздуху, али против којег познати лекови не делују.
Капуцина са белим челима Бетси, која је главни носилац Мотабе, прокријумчарена је у Сједињене Државе. Животињу је украо запосленик Центра за истраживање животиња Џејмс „Џимбо“ Скот, који одлучује да прода Бетси на црном тржишту у Сидар Крику у Калифорнији. Међутим, власник продавнице кућних љубимаца Руди Алварез жели дечака и мајмун га уједе, због чега је рекао Скоту да је одведе. Скот одводи мајмуна и успут га пушта у шуму, не обраћајући пажњу на то да му је пљувачка животиње доспела на лице. Нешто касније, Скот одлази авионом за Бостон; током лета развија симптоме инфекције. На аеродрому га чека његова вољена девојка Алисија; она грли и љуби момка и као резултат тога се зарази од њега. У хоспитализованом стању, долазе до доктора Центра за контролу болести, Робија Кеотеа, Данијелсове бивше жене. Пар умире, али лекар утврђује одсуство болести у Бостону.
Специјалисти у болници Сидар Крик проучавају крв болесног Рудија, током рада се бочица с крвљу ломи, повређујући једног од лабораторијских асистената. До тог времена, сој вируса је мутирао, почевши да се шири капљицама у ваздуху. Када је сазнао за епидемију, Данијелс путује тамо са својим тимом, пркосећи Фордовим забранама. У потрази за животињом носачем, војска блокира град и проглашава ванредно стање. Данијелсов колега Шулер и Кеоте су заражени вирусом. Форд обезбеђује експериментални серум који не функционише због мутација у вирусу. Форд открива подређеном да је сакрио информације о постојању Мотабе због њеног потенцијала као биолошког оружја.
Сем сазнаје за војни план који је одобрио председник за бомбардовање Сидар Крика, уз њену помоћ, генерал МекКлинток жели да сакрије информације о вирусу. Да би спречила Данијелса да пронађе лек, војска наређује његово хапшење због ношења вируса. Виролог успева да побегне и хеликоптером стиже до брода са Бетси. Фотографију животиње преноси медијима, нови власници мајмуна зову ЦДЦ. Сазнавши за Бетсино хапшење, Форд отказује бомбашки напад.
Враћајући се у Сидар Крик, Данијелс и Солт су под ватром Меклинтоковог хеликоптера, из које су спашени симулираним падом. У граду Солт убризгава мајмуну антидоте из Фордовог серума, уз помоћ вакцине успевају да спасу Кеота. Враћајући се у базу, МекКлинток наређује да почне бомбардовање.
Даниелс и Салт хеликоптером долећу до бомбардера и уз помоћ Форда их убеђују да баце пројектил у воду, поштеђујући грађане. Пре МекКлинтоковог новог наређења, Форд га смењује са команде и хапси га због скривања информација од председника.

## Улоге
| Глумац             | Улога                          |
| ------------------ | ------------------------------ |
| Дастин Хофман      | пуковник Сем Данијелс          |
| Рене Русо          | Роби Кио                       |
| Морган Фриман      | бригадни генерал Били Форд     |
| Кевин Спејси       | Кејси Шулер                    |
| Кјуба Гудинг млађи | мајор Солт                     |
| Доналд Садерланд   | генерал-мајор Доналд Маклинток |
| Патрик Демпси      | Џимбо Скот                     |
| Зејкс Моке         | др Бенџамин Иваби              |
| Малик Боуенс       | др Расвани                     |
| Сузан Ли Хофман    | др Лиса Аронсон                |
| Бенито Мартинез    | др Хулио Руиз                  |
| Брус Џаркоу        | др Маскели                     |
| Лиланд Хејворд III | Хенри Суард                    |
| Daniel Chodos      | Руди Алварез                   |
| Дејл Дај           | потпуковник Бригс              |
| Џони Ким           | морнар Чулсо Ли                |
| Кејти              | Бетси (заражени мајмун)        |